# رماص (فلز السلاح)

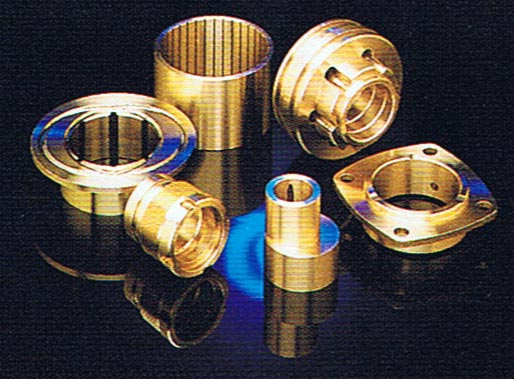
أجزاء من رُمَاص

رُمَاص (فِلز السّلاح Gunmetal)، المُسمّى أيضًا الصُّفْر الأحمر في الولايات المتحدة، هو نوع من الأَيار – أُشابَة من النحاس والقصدير والزنك. وتختلف مقاديرها ولكنها في الغالب 88% نحاس، 8-10% قصدير، و2-4% زنك. استُخدم في الأصل بكثرة لصنع الأسلحة، وقد استُبدل به إلى حد كبير الفولاذ في صنعها. والرُّمَاص يُصبّ ويُصنّع بسهولة، كما أنه مقاوم للتآكل الناتج عن البخار والمياه المالحة. ويُستخدم لصنع المسبوكات البخارية والهيدروليكية، والصمامات، والتروس، والتماثيل، وأشياء صغيرة مختلفة كذلك مثل الأزرار. وتبلغ قوة الشد فيه 221 ميجاباسكال (32,100 psi) إلى 310 ميجاباسكال (45,000 psi)، والثقل النوعي 8.7، وصلابة برينل من 65 إلى 74، وتبلغ نقطة انصهاره حوالي 1000 درجة مئوية .[بحاجة لمصدر]</link>

## أنواع منه
- سبيكة الرُّمَاص هي أُشَابَة شبيهة يُستبدل بالزنك فيها الرصاص بنسبة 2٪؛ وهذا يُسهل صب الأُشابَة لكنه يُضعف قوتها.[2]
- يحتوي الرُّمَاص المعدل على الرصاص إضافةً إلى الزنك؛ ويتكون عادة من 86٪ نحاس، و9.5٪ قصدير، و2.5٪ رصاص، و 2٪ زنك. ويُستخدم للتروس والمحامل.[2]
- صنف البرونز الحكومي الأمريكي G C90500 يتكون من 88% نحاس، و10% قصدير، و2% زنك، كما هو الحال مع الرُّمَاص الرصاصي البريطاني.
- يحتوي البرونز G (أو سبيكة النحاس رقم C90300 ) على 88% نحاس، و8% قصدير، و4% زنك.[2][3]
- صنف البرونز الحكومي الأمريكي H يتكون من 83% نحاس، و14% قصدير، و3% زنك، و0.8% فوسفور.[4]
- يُستخدم الصُّفْر الأحمر في إنتاج الأنابيب والصمامات وتركيبات السباكة ويمزج جيّدًا بين مقاومة التآكل والقوة وسهولة الصب.[5] ويحتوي عادة على 85% نحاس، و5% قصدير، و5% رصاص، و5% زنك.
- تحتوي سبائك النحاس C23000 والتي تُعرف أيضًا بالصُّفْر الأحمر ، على 84-86% نحاس، ونسبة 0.05% لكل من الحديد والرصاص، والمُوازن بينها هو الزنك.[6]

## استخدامات أخرى للرُّمَاص
نقود السّلاح، هي عملات طوارئ أيرلندية في أواخر القرن السابع عشر الميلادي، تحتوي على الرُّمَاص، إذ استُخدمت البنادق البالية والتالفة في صنع هذه النقود؛ ولكن مع العديد من الفِلزات الأخرى أيضًا، وخاصّةً النحاس والأَيار، إذ تبرع الناس بالأواني والمقالي والأشياء الفِلزيّة الأخرى.
وغالبًا ما تكون أبواب ونوافذ منارات البحر الصخرية مصنوعةً من الرُّمَاص لخصائصه المقاومة للتآكل.